# Зельцский район
Зельцский район (нем. Deutscher Kreis Selz) — немецкий национальный район в составе Одесского округа, Украинской ССР и Одесской области, административно-территориальная единица существовавшая в 1923—1939 годах. Центр — село Зельц.
Район был образован 7 марта 1923 года в составе Одесского округа под названием Манхеймский район.
По состоянию на 1 октября 1925 года количество населения составляло 19 389 человек, площадь составляла 504 кв. верст, количество сельсоветов — 12.
В 1926 году был переименован во Фридрих-Энгельсовский район. В это время в его состав входили Амбросиевский (Октябрьский), Баденский, Выгодянский, Зельцский, Кандельский, Мангеймский, Отрадовский, Секретарский, Страсбургский, Эксаревский и Эльзасский с/с.
В 1930 году в связи с ликвидацией Одесского округа район перешёл в прямое подчинение Украинской ССР.
В 1931 году переименован в Зельцский район. Относился к немецкому национальному району УССР. С 1932 года в составе Одесской области.
На 1 декабря 1933 года Зельцский район состоял из 8 сельсоветов, количество населения составляло 15 436 человек, площадь составляла 403,8 км².
Чтобы улучшить административно-территориальное построение районов области и приблизить сельсовета и колхозы к районному центру, в 1935 году Октябрьский сельский совет перечислили в Раздельнянский район.
По состоянию на 1 октября 1938 года район состоял из 7 сельских советов, площадь составляла 0,4 тыс. км²[5].
Упразднён Указом Президиума Верховного Совета Украинской ССР от 26 марта 1939 года. При этом Баденский, Зельцский, Кандельский, Страсбургский и Эльзасский с/с были переданы в Раздельнянский район, а остальные — в Беляевский район.